# 認定事業場
認定事業場（にんていじぎょうば）とは、航空機又はその装備品の設計・製造・修理・改造において、組織・人員・施設・部品及び工程管理の検査を含む品質管理などの制度などが、一定の基準に達している事業場（事業者）を国土交通大臣が認定する制度である。
国外では航空機の整備、修理、オーバーホールを意味する頭文字を取りMRO（Maintenance, Repair, Overhaul）と略されることもある。

## 概要
航空機は耐空証明と修理改造検査、それに取付けられる装備品は予備品証明による国土交通大臣（検査官）の検査を受けて合格しなければ、航空の用（飛行）に供してはならないと航空法で定められているのだが、航空機や装備品の数が多くなると、航空機検査官だけでは、その検査関連業務に対応できなくなってしまう。そこで、製造・整備・修理・改造品質が一定の基準に達していると認めた事業場を国土交通大臣が認定して、その事業場で認定された確認主任者が検査官に変わって、国による航空機の耐空証明検査と修理改造検査又は装備品の予備品証明検査を代行して実施できるようにしたものである。
2005年からは国が全ての検査を行っていた型式証明・追加型式設計・型式承認・仕様承認に関しては、認定した事業場が設計・検査した場合については、国の検査を一部省略できるようになり、2008年には、航空運送事業の用に供する航空機で客席数が30席又は最大離陸重量が15トン以上の飛行機又は回転翼航空機において、軽微な保守を除く整備については、その確認を航空整備士ではなく、認定事業場の確認主任者が行うことが義務付けられ、改造についても確認主任者が確認を行えば良いこととなった。
認定事業場の認定は申請者（事業者）に対して国が検査を行ない、検査に合格すると事業場認定書が交付される。なお事業場認定書の有効期間は2年である。

### 認定事業場の業務区分
- 航空機に係わる認定事業場
航空機設計検査認定事業場航空機の設計及び設計後の検査を行い、型式証明の設計と追加型式設計の承認についての国の検査を代行して実施する（最後に国が証明行為を行う）。
航空機製造検査認定事業場航空機の製造を行い、製造された航空機の新規耐空証明検査を代行して実施する。
航空機整備検査認定事業場航空機の整備検査を行い、耐空証明の更新検査を代行して実施する。
航空機整備改造認定事業場航空機の整備改造を行い、修理改造検査又は航空整備士による確認を代行して実施する。
- 装備品に係わる認定事業場
装備品設計検査認定事業場装備品の設計又は設計変更を行い、型式承認と仕様承認の設計についての国の検査を代行して実施する。
装備品製造検査認定事業場装備品の製造を行い、製造された装備品の予備品証明検査を代行して実施する。
装備品修理改造認定事業場装備品の修理改造を行い、修理・改造された装備品の予備品証明検査を代行して実施する。

### 認定事業場の業務範囲と作業の区分と内容の限定
認定事業場には業務範囲及び作業の区分と内容に限定があり、業務範囲については以下の通りである。
- 航空機
  - 最大離陸重量が5700kg以下の航空機（回転翼航空機を除く）に係わる業務
  - 最大離陸重量が5700kg以上の航空機（回転翼航空機を除く）の係わる業務
  - 回転翼航空機に係わる業務
- 装備品
  - ピストン発動機に係わる業務
  - タービン発動機に係わる業務
  - 固定ピッチプロペラに係わる業務
  - 可変ピッチプロペラに係わる業務
  - 回転翼に係わる業務
  - トランスミッション（変速機構）に係わる業務
  - 機械計器に係わる業務
  - 電気計器に係わる業務
  - ジャイロ計器に係わる業務
  - 電子計器に係わる業務
  - 機械補機に係わる業務
  - 電気補機に係わる業務
  - 電子補機に係わる業務
  - 無線通信機器（電波法の適用を受ける無線設備を除く）に係わる業務
  - 主要構成部品に係わる業務
  - その他国土交通大臣が告示で指定する装備品に係わる業務
- 作業の区分（航空法においての作業区分）
  - 一般的保守
  - 軽微な修理
  - 小修理
  - 大修理
  - 小改造
  - 大改造

作業の内容については、業務規定（事業者が申請時に添付して事業場認定書の交付もって承認される規定）の内容とされ、航空機は、型式・種類・設計変更の区分と内容、装備品は、型式・種類において限定が付される。